# St. Michael (Strub)

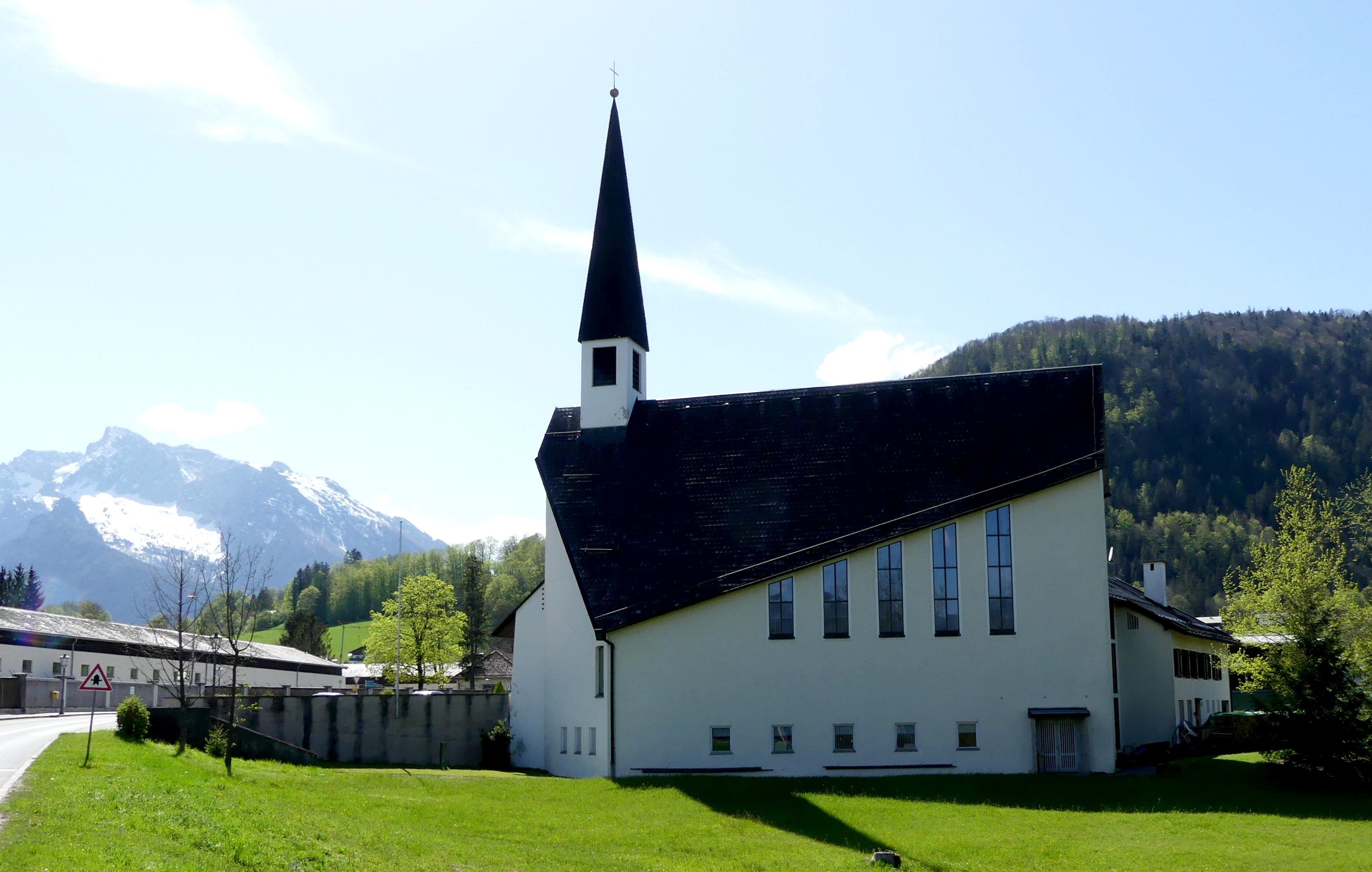
St. Michael – Seitenansicht zum Hochkalter

Die Kirche St. Michael wurde in den Jahren 1961 und 1962 errichtet und ist die Pfarrkirche von Strub, einem Ortsteil der Gemeinde Bischofswiesen. Sie gehört zur Pfarrei St. Michael Strub und damit zum römisch-katholischen Pfarrverband Stiftsland Berchtesgaden in der Erzdiözese München und Freising.

## Geschichte
Die Pfarrkirche St. Michael-Strub wurde in den Jahren 1961 und 1962 erbaut. Anlass für den Bau  waren die vielen Flüchtlinge bzw. Heimatvertriebenen, die in Strub anfangs in den Gebäuden der Jugendherberge, der Bundeswehrkaserne und in den Gebäuden der heutigen Lebenswelt Insula untergebracht waren. Nach der 1957 erneuten Belegung der Jägerkaserne durch die Bundeswehr und dem damit verbundenen Anwachsen der Einwohnerzahl, wurden die ursprünglichen Baupläne revidiert und die Kirche um ein Drittel größer konzipiert. Als ihr Bauplatz wurde das Grundstück des „Weihererhäusls“ (ehemals Landhaus Lorrain) gewählt.
Initiiert wurde der Kirchenbau durch Pfarrer Schüller aus Berchtesgaden, der auch am 3. September 1961 den Grundstein legte. Geweiht wurde die Kirche von Julius Kardinal Döpfner am 29. und 30. September 1961, 14 Tage vor Beginn des Zweiten Vatikanischen Konzils. Für das Bauvorhaben an sich war dann Georg M. Schlüter, seinerzeit noch als Kaplan, zuständig. Später stand Schlüter auch als Pfarrvikar und ab 1966 als Pfarrer der neu gegründeten Pfarrei St. Michael Strub vor und war für sie insgesamt 41 Jahre bis 2002 tätig.
Die Architektur des Kirchenbaus und dessen Patrozinium St. Michael waren eng mit dem damaligen Zeitgeschehen verknüpft. Analog zu den sich seinerzeit unversöhnlich gegenüberstehenden politischen und gesellschaftlichen Blöcken, prallten in der baulichen Gestaltung wie in der ursprünglichen Farbgebung die Gegensätze aufeinander. So standen weißgetünchte, verputzte Flächen grauen Betonelementen gegenüber, die im Holz der Brüstung und der Kirchenbänke einen weiteren Kontrast fanden. Der namensgebende Erzengel Michael ist zugleich Schutzpatron der Bundeswehr und weist dadurch auf den Bau als Garnisonskirche hin. Da Grundsteinlegung und Kirchenbau kurz nach Beginn des Berliner Mauerbaus ab dem 13. August 1961 erfolgte, war Kardinal Döpfner, als ehemaliger Erzbischof von Berlin, „über die Namensgebung besonders erfreut“.
2005 erfolgte eine Neugestaltung im Innenbereich der Kirche, die sich nun nicht mehr durch harte „zugespitzte“ Fronten, sondern elegante Formen und auf einander abgestimmte Töne auszeichnet.

## Ausstattung

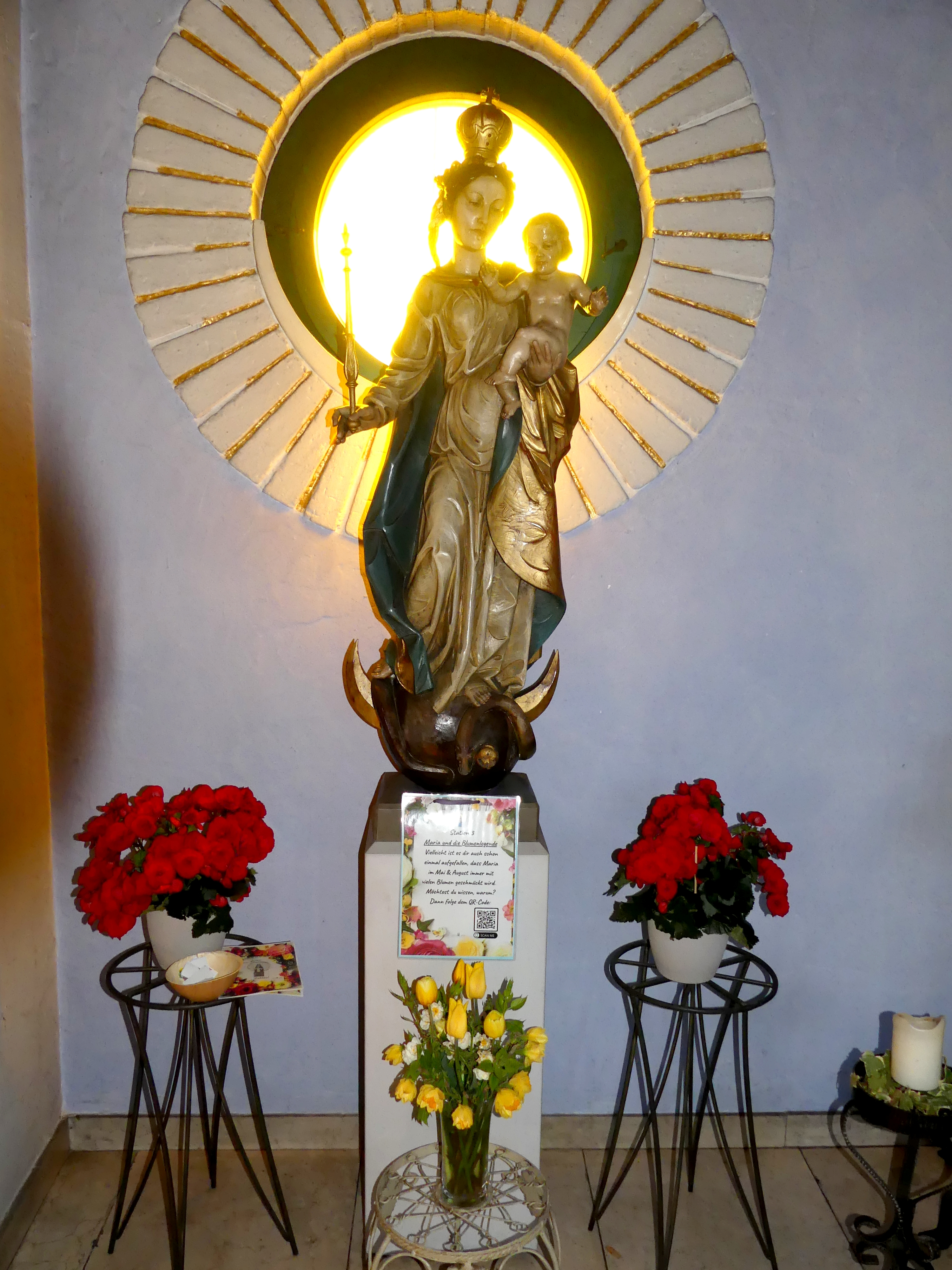
Mutter-Gottes-Statue am Ausgang
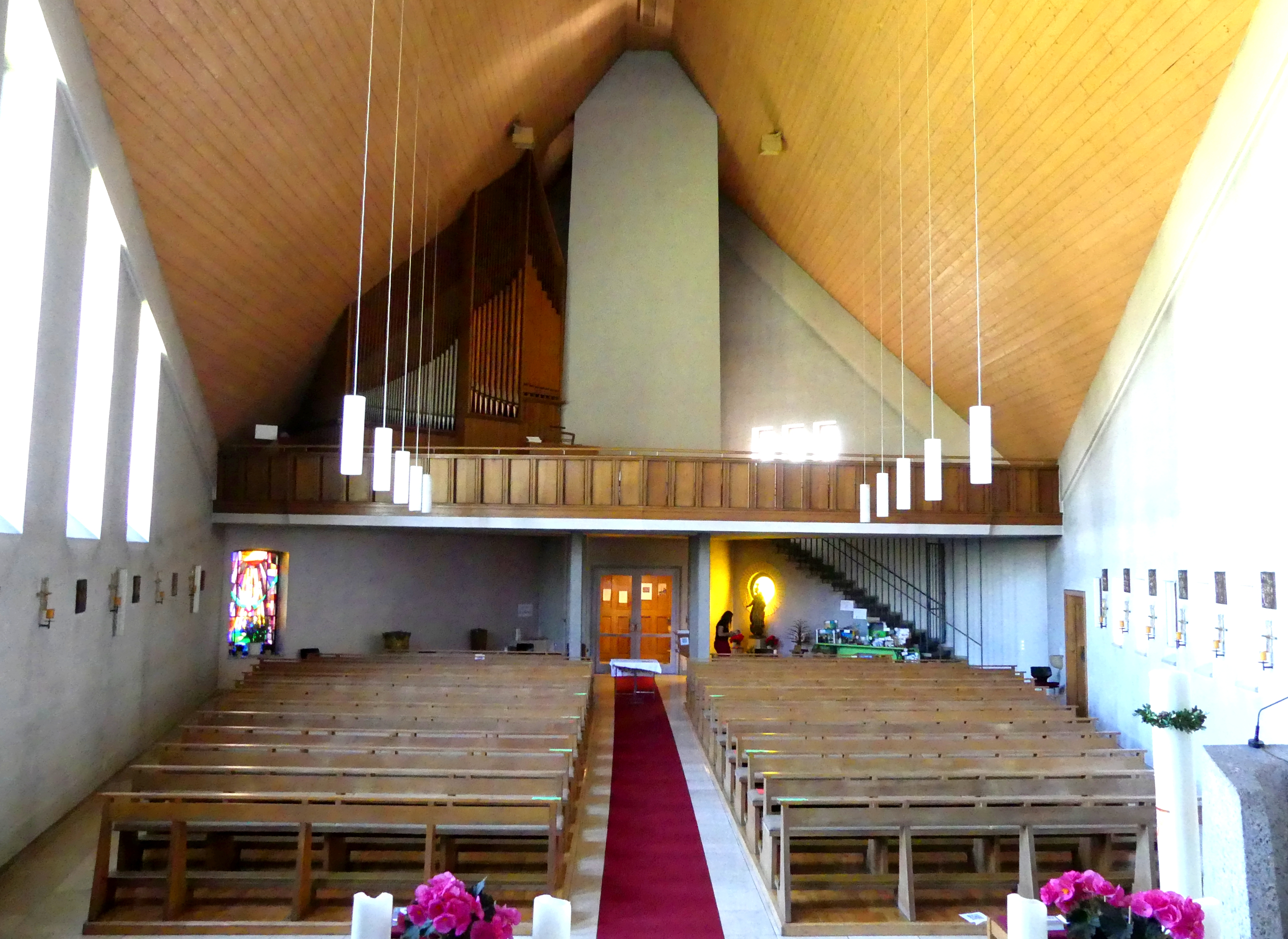
Empore mit Orgel
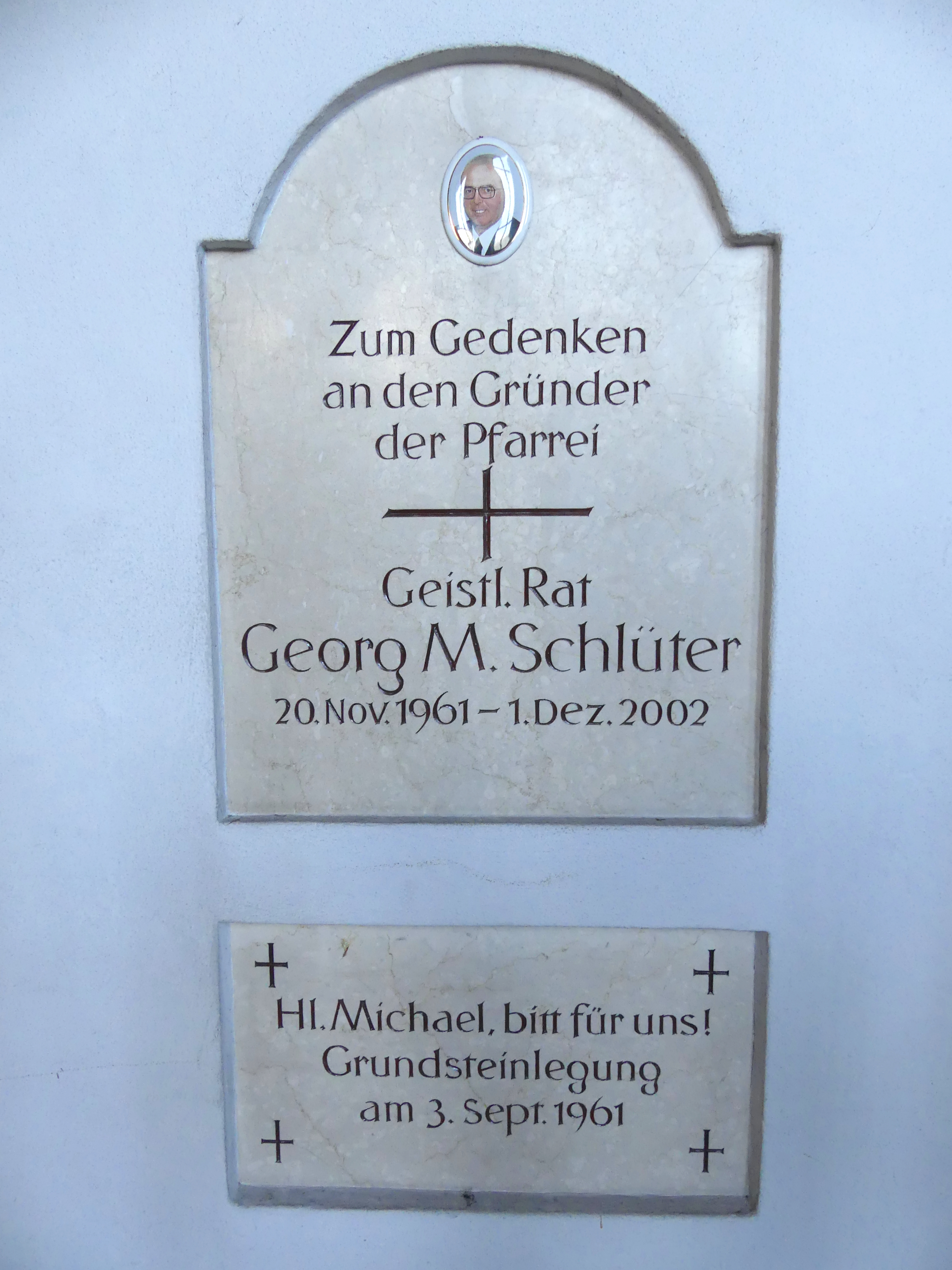
Gedenktafel an den Gründer der Pfarrei

## Pfarrei / Pfarrverband
Die Pfarrkirche Sankt Michael in Strub gehörte ab 2000 zusammen mit der Pfarrkirche Herz Jesu in der Gnotschaft Bischofswiesen, der Wallfahrtskirche Maria Hilf in Loipl und der Pfarrkirche St. Johann Nepomuk in Winkl zum römisch-katholischen Pfarrverband Bischofswiesen. Dieser Pfarrverband ging ab dem 1. Juni 2019 über in den Pfarrverband Stiftsland Berchtesgaden, der seither nahezu alle römisch-katholischen Kirchengemeinden des Berchtesgadener Landes umfasst.  (Allerdings wird die Pfarrei Herz Jesu Bischofswiesen (Stand: Mai 2023) noch immer nicht unter stiftsland.de auf der Webseite „Pfarrverband“ stellvertretend für den ehemaligen Pfarrverband Bischofswiesen angezeigt, zudem weist eine Webseite des Erzbistums nach wie vor den Pfarrverband Bischofswiesen mit Verweis auf die Katholische Pfarrkirchenstiftung Herz Jesu Bischofswiesen als zuständige Verwaltung der ihm bislang zugehörigen Kirchengemeinden aus.)